# Build the Earth
Build The Earth (BTE) je projekt, namenjen poustvarjanju Zemlje v razmerju 1: 1 v Minecraftu. Projekt je na svoj strežnik na Discordu privabil več sto tisoč uporabnikov in presegel 6000 uradno registriranih graditeljev. Poleg gostovanja strežnikov in lastništva Minecraft računa je sodelovanje pri projektu brezplačno. 